# Aurelio Gazzera
Aurelio Gazzera (Coni, 27 de maio de 1962) é um missionário carmelita italiano que trabalha na República Centro-Africana.
Desde setembro de 1992, Aurelio Gazzera vive permanentemente na República Centro-Africana. Nos primeiros onze anos, foi reitor do seminário de Yole. Em agosto de 2003, foi nomeado pároco de Saint-Michel de Bozoum e diretor diocesano da Caritas.
Em particular, zela pelo desenvolvimento local, com o estabelecimento de uma agricultura de subsistência e sustentável, a reintrodução dos arrozais, a criação de uma feira agrícola, uma organização de microcrédito e um ciclo escolar completo para formar os mais jovens.
A partir de 2012, ele também hospedou o blog “Live from Bozoum” para informar a opinião pública sobre o que estava acontecendo nesta região remota da República Centro-Africana · .
A atuação do padre Gazzera durante a Guerra Civil lhe rendeu o título de Oficial da Ordem do Mérito da República Italiana em 2017 · .
No dia 23 de Fevereiro de 2024 o Papa Francisco nomeou-o bispo coadjutor da diocese de Bangassou. Em entrevista com a fundação pontifícia Ajuda à Igreja que Sofre, Gazzera prometeu continuar o seu trabalho em promoção da paz, incluindo o diálogo com grupos rebeldes.